# Paraeuchaeta glacialis
Paraeuchaeta glacialis är en kräftdjursart som först beskrevs av Hansen 1886.  Paraeuchaeta glacialis ingår i släktet Paraeuchaeta och familjen Euchaetidae. Inga underarter finns listade i Catalogue of Life.